# Heredia
Heredia este un oraș situat in provincia Heredia, în Costa Rica, și este capitala provinciei.
1. ↑  División Territorial Administrativa, 2024 (Costa Rica) (PDF)